# Brachycarenus
Brachycarenus is een geslacht van wantsen uit de familie glasvleugelwantsen (Rhopalidae). Het geslacht werd voor het eerst wetenschappelijk beschreven door Franz Xaver Fieber in 1860.

## Soorten
Het genus bevat de volgende soorten:

- Brachycarenus languidus (Horváth, 1891)
- Brachycarenus tigrinus (Schilling, 1829)